# دامبارتن (ویرجینیا)
دامبارتن (به انگلیسی: Dumbarton) یک منطقهٔ مسکونی در ایالات متحده آمریکا است که در شهرستان هنریکو، ویرجینیا واقع شده‌است. دامبارتن ۴٫۹ کیلومتر مربع مساحت و ۷٬۸۷۹ نفر جمعیت دارد و ۶۱ متر بالاتر از سطح دریا واقع شده‌است.